# Сондок Великий
Сондок (кор. 성덕, 聖德, Seongdeok, Seongdeok; 690–737) — корейський правитель, тридцять третій володар (тхеван) держави Сілла (четвертий ван об'єднаної Сілли).

## Біографія
Був другим сином вана Сінмуна й молодшим братом вана Хьосо.
Період правління Сондока позначився боротьбою за владу між найвпливовішими кланами Сілли. Та попри ці негаразди сучасні дослідники вважають, що за його правління Сілла досягла апогею свого розвитку. Відносини з Тан сягнули найвищого рівня співробітництва. Тамтешній імператор усвідомив, що краще мати на півдні союзника, особливо на тлі протистояння з рештою сусідів. 733 року імператор Сюань-цзун закликав вана Сондока здійснити похід проти Пархе. Втім та кампанія була зірвана через заметілі.
Оскільки Сіллу також непокоїло зростання могутності Пархе, 721 року Сондок наказав звести стіну на північному кордоні своїх володінь. Рештки тієї стіни досі можна бачити в сучасній провінції Південна Хамгьон, що в Північній Кореї. Наступного року з метою захисту від постійних набігів японських піратів Сондок наказав звести велику фортецю біля своєї столиці, міста Кьонджу. Відповідно до Самгук Юса на будівництві було задіяно близько 40 000 осіб, що свідчить про велику могутність централізованої влади того часу.
722 року тхеван удався до реалізації земельної реформи. Він наказав розподілити вільні землі між селянами. Імовірно, що таким чином він намагався домогтись підтримки монаршої влади з боку простого народу.
Ван Сондок помер 737 року. Трон після його смерті успадкував його син Хьосон.